# Jeux du Commonwealth de la jeunesse de 2004
Les Jeux du Commonwealth de la jeunesse 2004 ont lieu du 30 novembre 2004 au 3 décembre 2004 à Bendigo (Australie).

## Sports représentés
- Athlétisme
- Badminton
- Bowls
- Boxe
- Cyclisme
- Gymnastique
- Rugby à sept
- Natation
- Bowling
- Haltérophilie

## Tableaux des médailles
Voici le tableau complet des médailles attribuées lors de l'édition 2004 des Jeux du Commonwealth de la jeunesse. Le classement tient compte principalement du nombre de médailles d'or, puis, en cas d'égalité, du nombre de médailles d'argent, et enfin du nombre de médailles de bronze. En cas d'égalité, les pays sont classés par ordre alphabétique. Ce type de classement suit la méthode préconisée par le CIO, l'IAAF et la BBC.
| Tableau des médailles des Jeux du Commonwealth de la jeunesse de 2004 |                  |               |                   |                    |       |
| Cl.                                                                   | Pays             | Médaille d'or | Médaille d'argent | Médaille de bronze | Total |
| 1                                                                     | Australie        | 58            | 41                | 30                 | 129   |
| 2                                                                     | Angleterre       | 31            | 29                | 26                 | 86    |
| 3                                                                     | Afrique du Sud   | 20            | 18                | 18                 | 56    |
| 4                                                                     | Écosse           | 12            | 17                | 23                 | 52    |
| 5                                                                     | Nouvelle-Zélande | 6             | 0                 | 0                  | 6     |
| 6                                                                     | Malaisie         | 6             | 9                 | 3                  | 18    |
| 7                                                                     | Singapour        | 3             | 2                 | 5                  | 10    |
| 8                                                                     | Inde             | 2             | 4                 | 4                  | 10    |
| 9                                                                     | Nauru            | 2             | 1                 | 0                  | 3     |
| 10                                                                    | Jersey           | 1             | 1                 | 2                  | 4     |
| 11                                                                    | Sri Lanka        | 1             | 0                 | 0                  | 1     |
| 12                                                                    | Pays de Galles   | 0             | 2                 | 1                  | 3     |
| 13                                                                    | Irlande du Nord  | 0             | 1                 | 3                  | 4     |
| 14                                                                    | Samoa            | 0             | 1                 | 2                  | 3     |
| 15                                                                    | Îles Salomon     | 0             | 1                 | 1                  | 2     |
| 16                                                                    | Îles Cook        | 0             | 0                 | 2                  | 2     |
| 16                                                                    | Fidji            | 0             | 0                 | 2                  | 2     |
| 18                                                                    | Ghana            | 0             | 0                 | 1                  | 1     |
|                                                                       |                  | -             | -                 | -                  | -     |